# كريستيان إيلي
كريستيان إيلي هو سياسي روماني، ولد في 19 يونيو 1964. انتخب عضو مجلس النواب في رومانيا ‏.